# Ivančič
Ivančič je 108. najbolj pogost priimek v Sloveniji, ki ga je po podatkih Statističnega urada Republike Slovenije na dan 31. decembra 2007 uporabljalo 1.269 oseb.

## Znani nosilci priimka
- Albert Ivančič (1921—2017), inženir rudarstva in gospodarstvenik
- Amandus Ivančič (18. stoletje-1751?) skladatelj
- Anton Ivančič (Tone Kusov) (1901—1982), partizanski učitelj, ljudski pesnik, pisatelj in kulturni organizator
- Anton Ivančič (*1953), agronom in genetik
- Avgust Ivančič (1898—1944), glasbenik violinist in fotograf
- Barbara Ivančič Kutin (*1973), etnologinja, slovstvena folkloristka, dialektologinja
- Dolores Ivančič (Ivanchich), pevka ameriškega rodu
- France Ivančič, predavatelj FF UL?
- Ivan Ivančič (1913—1941), član organizacije TIGR, diverzant
- Josip Ivančič (1835—1893), notar
- Josip Ivančič (1849—1931), profesor-klasični filolog, pesnik (izvršitelj Gregorčičeve oporoke)
- Jaka Ivančič (*1979), glasbenik, krajinski fotograf, radijski voditelj
- Marija Ivančič (1890—1980), aktivistka OF, članica SNOS in AVNOJ
- Miloš Ivančič (*1948), novinar, radijski urednik, zgodovinski publicist, pesnik, fotograf
- Rok Ivančič (*1979), rokometaš
- Slavko Ivančič/-ć (*1954), slovenski pevec, pianist  in skladatelj zabavne glasbe hrvaškega rodu
- Sandi Ivančič, športnik triatlonec in jamatlonec
- Zdenka Ivančič-Szilagyi (1914—2018), zdravnica
- Željko Ivančič, filmski in TV režiser, TV-snemalec; avtor animiranih filmov